# Comitatul Clark, Wisconsin
Comitatul Clark, conform originalului din engleză,  Clark  County, este unul din cele 72 comitate ale statului american  Wisconsin. Sediul comitatului este localitatea Neillsville. Conform recensământului din anul 2000, populația sa a fost 33.557 de locuitori.

## Demografie
|  | Graficele sunt indisponibile din cauza unor probleme tehnice. Mai multe informații se găsesc la Phabricator și la wiki-ul MediaWiki. |

Date: Wikidata - grafică realizată de Wikipedia